# Liberty Reserve
O Liberty Reserve, fundado em 2001 e com sede em Costa Rica, foi um sistema de pagamento online e provedor de uma das moedas eletrônicas baseadas no valor do ouro (em inglês: Digital gold currency).
A empresa foi fechada pelo governo americano em 2013, sob acusação de lavagem de dinheiro.